# HAL Tejas

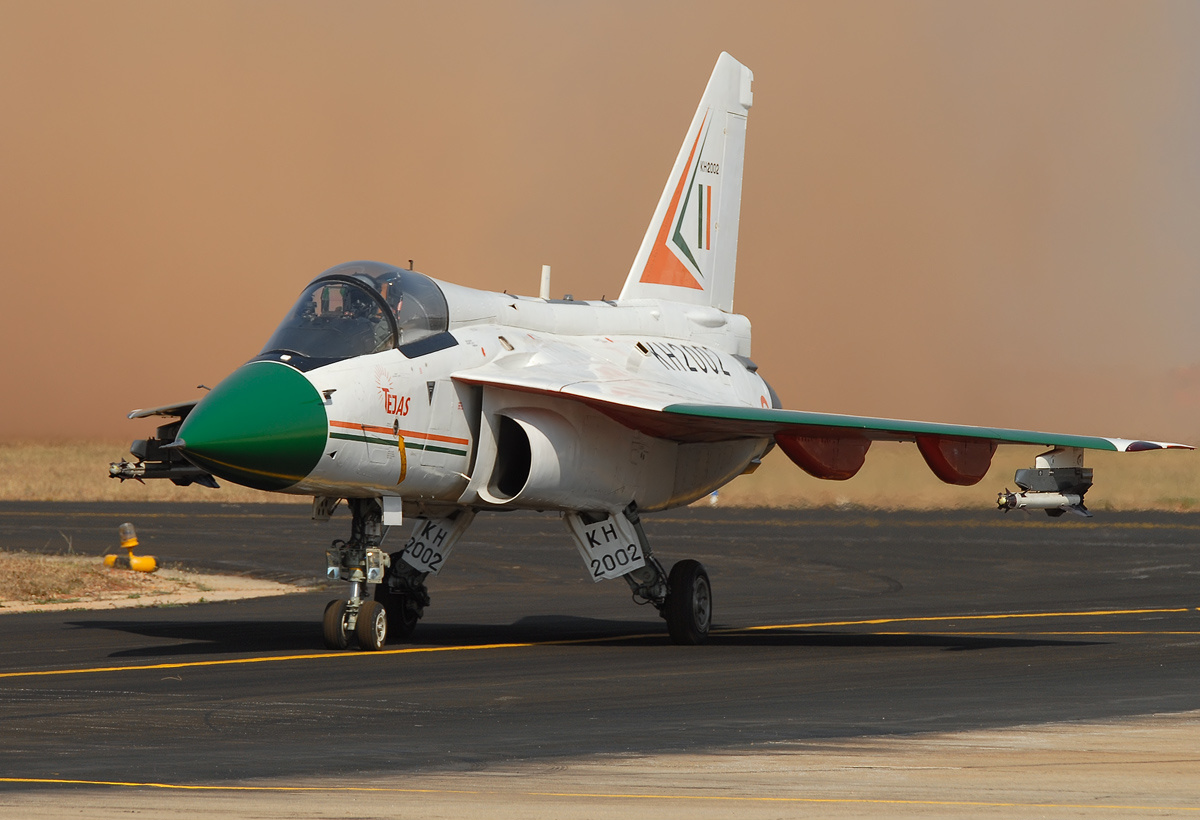
Technologiedemonstrator TD-1

Die HAL Tejas (Sanskrit तेजस् tejasⓘ, dt.: „leuchtende“), entwickelt unter dem Projektnamen Light Combat Aircraft (LCA) ist ein leichtes, überschallschnelles Mehrzweckkampfflugzeug der indischen Firma Hindustan Aeronautics.

## Geschichte
Die Entwicklung des als Ersatz für die MiG-21 vorgesehenen sogenannten „Light Combat Aircraft“ (LCA) begann im Jahre 1983. Der Erstflug des mit einem Strahltriebwerk und mit Delta-Tragflächen ausgerüsteten Flugzeuges erfolgte am 4. Januar 2001. Am 4. Mai 2003 gab der indische Premierminister Atal Bihari Vajpayee den Namen Tejas bekannt. Die Entwicklung einer Trägervariante wird von der Airbus Group unterstützt. Ein Prototyp, eine LCA (N) Mk1, absolvierte Anfang 2020 die erste erfolgreiche Trägerlandung auf der INS Vikramaditya.
Eine erste Bestellung über 20 Exemplare Tejas Mk.1 mit einer bedingten Einsatzfähigkeit wurde 2006 erteilt, gefolgt von einer zweiten Bestellung über ebenfalls 20 Exemplare 2010. Es wurden jeweils 16 Ein- und vier Doppelsitzer-Trainer bestellt. Die ersten an die Luftstreitkräfte ausgelieferten Exemplare stehen in der am 1. Juli 2016 in Bangalore aufgestellten 45. Squadron (Flying Daggers) und die zweite Staffel ist seit 2020 die 18. Squadron (Flying Bullets) in Sulur.
Das erste doppelsitzige Schulungsmodell (Kennzeichen LT5201) wurde im Oktober 2023 an die indischen Luftstreitkräfte ausgeliefert.
Ein erster Auftrag über weitere 83 Exemplare der verbesserten Tejas Mk-1A inklusive 10 Doppelsitzern zur Schulung erfolgte Anfang 2021. Die Auslieferungen dieses Auftrages an die IAF begann nach dem Erstflug des ersten Serienexemplars am 28. März 2024. Ein Folgeauftrag über 97 Exemplare soll 2024 geschlossen werden.
Für die jährliche Produktion von 16 Flugzeugen werden neben der Fertigung in Bangalore zwei weitere Produktionslinien in Nekkundi bei Bangalore und in Nashik nördlich von Mumbai errichtet. Die Auslieferung verzögerte sich wegen zu langsam gelieferter Triebwerke.
Nach den Baureihen Mk1 und Mk1A entwickelte man das Konzept der Mk2, die letztendlich nicht realisiert wurde. Sie sollte mit 17.500 kg eine um 4.000 kg höhere maximale Startmasse erhalten und 1,35 m länger sein, was zu einer Schwerpunktverlagerung geführt hätte. Sie hätte daher Canards (Entenflügel) benötigt und einen modifizierten Flügel. Die Reichweite hätte sich durch einen größeren Rumpftank und mehr Aufhängepositionen für Zusatztanks unter den Flügeln erhöht. An den Flügelstationen hätten Lasten bis zu 6,5 Tonnen mitgeführt werden können, gegenüber 3,3 t bei den ersten Baureihen. Außer den Änderungen an der Zelle sollte die Mk2 eine Reihe geänderter oder neuer Systeme erhalten, insbesondere an den Sensoren.

## Ausstattung
Die Tejas ist mit einer vierfach redundanten Fly-by-Wire-Steuerung nach dem HOTAS-Prinzip (Hands On Throttle And Stick) und moderner Avionik ausgerüstet. Dazu gehören für Nachtsichtbrillen geeignete Multifunktionsdisplays im Cockpit (unter anderem drei 5-Zoll-Bildschirme), FADEC-Steuerung für das Triebwerk, Trägheitsnavigationssystem (INS) mit Laserkreisel und Pulsdoppler-Multi-Mode-Radar. Das aus Lithium-Aluminium-Legierungen, kohlenstofffaserverstärktem Kunststoff (45 % der Strukturmasse) und Titanlegierungen gebaute Flugzeug ist mit einem Martin-Baker-Schleudersitz ausgerüstet.

## Antrieb
Ursprünglich sollte das LCA von dem – noch zu entwickelnden – indischen Kaveri-Triebwerk angetrieben werden. Nachdem das Kaveri zunehmend Probleme während der Entwicklungsphase erfuhr, die auch mit Hilfe des französischen Triebwerksbauers SNECMA nicht gelöst werden konnten, griff HAL für die ersten Serien-Tejas auf das bewährte General Electric F404-GE-F2J3 zurück, die Baureihenbezeichnung dieser Maschinen ist „Mark 1“ (Mk1), und schrieb das endgültige Triebwerk aus.
Die Ausschreibung forderte die Lieferung fertiger Triebwerke ebenso wie Technologietransfer und den Lizenzbau des Triebwerkes in Indien. Kandidaten waren das Eurojet EJ200 und das nun ausgewählte General Electric F414-INS63, die damit ausgestatteten Maschinen bilden die Baureihe Mk2. Der Vertrag wurde während eines Staatsbesuches des US-amerikanischen Präsidenten in Indien bekanntgegeben. Er umfasst insgesamt 99 (nach anderen Quellen 107) Triebwerke für 650 Mio. US-Dollar, mit einer Option auf 49 weitere. Die ersten acht Triebwerke werden von GE fertig geliefert, die restlichen 91 werden als Kits nach Indien geliefert und dort montiert. Das Eurojet-Konsortium warb damit, dass das EJ200 leichter als das Konkurrenztriebwerk sei, wodurch keine Änderungen an der Konstruktion der Tejas erforderlich seien.

## Unglücke
- Am 12. März 2024 katapultierte sich ein Pilot mit seinem Schleudersitz aus einer vermutlich havarierten einsitzigen Maschine nahe Jaisalmer. Das Flugzeug flog mit ausgefahrenem Fahrwerk augenscheinlich stabil weiter und krachte in ein Studentenwohnheim, ohne jemanden zu verletzen. Es war der erste Totalverlust dieses Musters.[13]

## Varianten

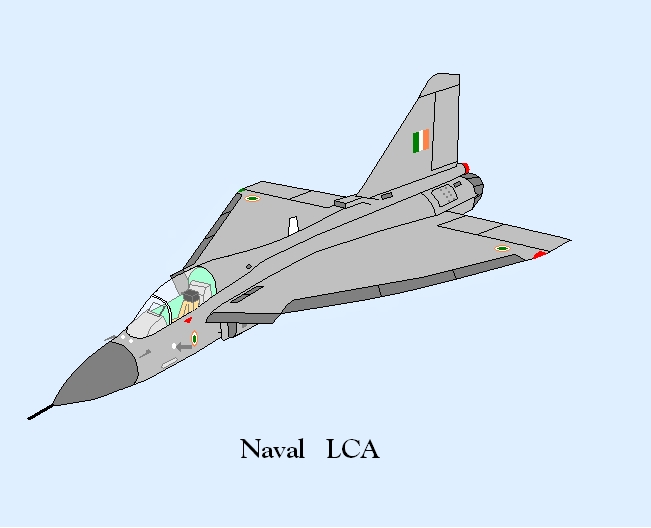
LCA, Trägerversion

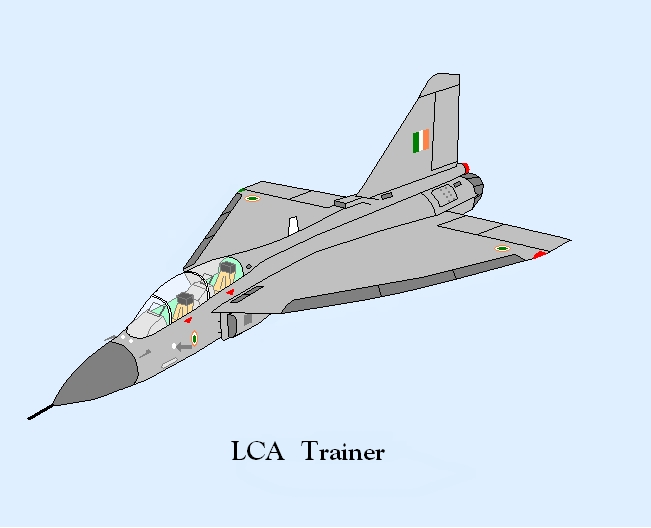
LCA, Trainer

### Prototypen

#### Technologiedemonstrator (TD)
- TD-1 (KH2001) – 4. Januar 2001
- TD-2 (KH2002) – 6. Juni 2002

#### Prototypen (PV)
- PV-1 (KH2003) – 1. November 2003
- PV-2 (KH2004) – 2. Dezember 2005
- PV-3 (KH2005) – 2. Dezember 2006 – Produktionsvariante.
- PV-4 – Zuerst als Trägervariante für die INS Vikrant geplant, jetzt Bezeichnung für zweite Produktionsvariante.
- PV-5 – Trainervariante (Zweisitzer) – November 2009
- PV-5 – Trainervariante (Zweisitzer) – November 2014

Träger-Prototypen (NP):
- NP-1 – Zweisitzer – 27. April 2012
- NP-2 – Einsitzer – Februar 2015[14]

#### Vorserie
Aktuell sind acht Vorserienmaschinen englisch Limited Series Production (LSP) geordert.
- LSP-1 (KH2011) – 25. April 2007
- LSP-2 – 2008.
- LSP-3 – Version mit Multi-Mode-Radar – 2010.
- LSP-4 to LSP-8 – geflogen bis 2013 – LSP-8 entspricht der Serienproduktion.

### Serienvarianten
Tejas Mk1, einsitziges Kampfflugzeug für die indische Luftwaffe, angetrieben von einem F404-Triebwerk, ursprüngliche Baureihe; 40 Tejas MK1 wurden hergestellt.
Tejas Mk1A, letztendlich realisierte Variante der Mk1 mit einem AESA-Radar EL/M-2052 der Firma ELTA und einen neuen Waffencomputer. Der Unterhalt wurde vereinfacht. Im Bau, 83 bestellt, 97 weitere geplant
LCA Navy Mk1, Technologieträger für ein zukünftiges zweistrahliges Trägerkampfflugzeug als Ersatz der verworfenen Baureihe Mk2
Tejas Mk2, geplantes und letztendlich nicht realisiertes einsitziges Kampfflugzeug für den Einsatz von Flugzeugträgern der indischen Marine, angetrieben von einem F414-Triebwerk. Das Projekt HAL Tejas Mk2 wird weiterhin als Medium Weight Fighter (MWF) fortgesetzt und von der Aeronautical Development Agency (ADA) und Hindustan Aeronautics Limited (HAL) gemeinsam entwickelt. Aufgrund Budgetprobleme ist der geplante Jungfernflug des Prototyps vom Ende 2024 auf Anfang 2027 verschoben worden.
Tejas Trainer Mk1, zweisitzige Trainerversion auf Basis der Mk1 für die indische Luftwaffe; 8 + 10 bestellt

## Technische Daten
Allgemeine Angaben
- Besatzung: 1
- Länge: 13,20 m
- Flügelspannweite: 8,20 m
- Höhe: 4,40 m
- Flügelfläche: 38,4 m²
- Leermasse: 5.500 kg
- Rüstmasse: 8.500 kg
- Max. Startmasse: >12.500 kg
- Antrieb:
  - 1× General Electric-Turbofan F414-INS63 mit 65,64 kN (98,0 kN mit Nachbrenner)[25]
- Interner Treibstoffvorrat: 3.000 kg
- Externer Treibstoffvorrat: 5 × 800-l-Tanks oder 3 × 1.200-l-Tanks
- Preis: geschätzt 23 Mio. USD pro Stück – nach anderer Quelle 34,8 Mio. Euro für das einsitzige Kampfflugzeug, 31,6 Mio. Euro für den Trainer[26]

Leistung
- Höchstgeschwindigkeit: Mach 1,8 (1.990 km/h) in großer Höhe (Mach 1 in niedriger Höhe)
- Reichweite: 2.000 km / 2,30 h (mit internem Treibstoff)
- Aktionsradius: 510 km
- Dienstgipfelhöhe: 15.950 m
- Flächenbelastung: 221,4 kg/m²
- Schub-Gewichts-Verhältnis: 1,07

Bewaffnung
- 1 × interne zweiläufige 23-mm-Kanone GSh-23 mit 220 Schuss Munition
- 8 Außenlaststationen: drei unter jeder Tragfläche, einer mittig für Treibstoff und einer für Behälter mit Zusatzausrüstung (FLIR, IRST, Laser-Zielbeleuchter oder Aufklärung).
- Maximale externe Nutzlast: >4.000 kg.
- Luft-Luft-Raketen, z. B. Astra, Wympel R-77, Wympel R-73.
- Luft-Boden-Bewaffnung, z. B. Anti-Schiff-Raketen, lasergelenkte Bomben, ungelenkte Bomben, Clusterbomben und ungelenkte Luft-Boden-Raketen

Andere Ausrüstung
- Abwerfbare externe Tanks
- Container zur elektronischen Kampfführung, Aufklärung oder Zielbeleuchtung